# Stéphane Prévot
Stéphane Prévot (ur. 7 stycznia 1969) – belgijski pilot rajdowy.
Przez większość kariery był pilotem Bruno Thiry'ego. Jeździł też wraz z Belgiem François Duvalem do czasu Rajdu Cypru w 2005 roku (więcej), od sezonu 2006 pilot Francuza Stéphane Sarrazina. Zadebiutował w rajdach WRC w 1989 roku w rajdzie Wielkiej Brytanii.